# Miloš Dvořák (herec)
Miloš Dvořák (29. ledna 1939 Smiřice – 4. srpna 2025 Smiřice) byl český divadelní organizátor, herec, inspicient, produkční, publicista, fotograf, autor výstav. Spoluzakladatel Kladivadla a Činoherního studia v Ústí nad Labem. Autor publikací o českém divadle a o hrobech významných českých osobností.

## Život
Narodil se ve Smiřicích matce, vyučené švadleně Anežce Dvořákové a klempíři Bohuslavu Dvořákovi, kteří pracovali v dělnických profesích. Jeho mladší bratr Jiří vystudoval strojní průmyslovku a žil poblíž Nového města nad Metují. Rodiče hráli ochotnické divadlo ve Smiřicích. Na základní škole se setkal s herci Luďkem Munzarem a Josefem Veldou, což podnítilo jeho hlubší zájem o divadlo. Jeho spolužačkou byla také budoucí zpěvačka a herečka Naďa Urbánková. Na jedenáctileté škole v Hradci Králové v tomto zájmu pokračoval ve školním kroužku. Po maturitě si udělal jednoletý pedagogický kurz a na umístěnku odešel jako učitel do pohraničního Broumova, kde se také zapojil do divadelních aktivit. Zde se také seznámil s Pavlem Fialou. V roce 1958 nastoupil na základní vojenskou službu do Litoměřic, později do Čerchova na Šumavě, kde s ostatními členy armádního souboru (mimo jiné s Miroslavem Moravcem) nazkoušeli pásmo poezie Vojna. To později prezentovali na Wolkerově Prostějově.

## Profesní působení

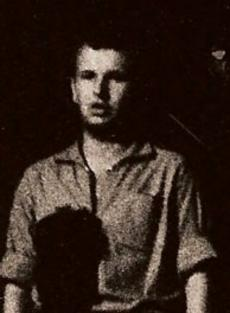
Miloš Dvořák v představení Kladivadla

V roce 1958 společně s Pavlem Fialou založili v Broumově divadelní spolek, který brzy slavil úspěchy na amaterských přehlídkách a soutěžích. V roce 1960 po návratu obou z vojny soubor pod názvem Kladivadlo obnovili a zahájili jeho činnost inscenací Náš den z veršů, s texty P. Fialy a hudbou Bohumíra Vaňouse. Nejznámější inscenací broumovské éry byl zřejmě Kabaret o myšilidech, který zastupoval kabaretně-poetickou linku tvorby Kladivadla. V roce 1963 se soubor přestěhoval do Kadaně, následně v roce 1965 do Ústí nad Labem a profesionalizoval se (oficiálně jako jeden ze souborů Státního divadla Zdeňka Nejedlého). Po nástupu normalizace byl název Kladivadlo zakázán, Fiala byl ze souboru odejit a v angažmá zůstalo jen několik herců (Uršula Kluková, Václav Helšus, Ladislav Bambas). Dvořák se proto rozhodl navázat a založil společně s novým uměleckým ředitelem Jaroslavem Chundelou) v roce 1972 Činoherní studio (s přechodnými názvy Groteska, Činoherní studio mladých nebo ČS). Jako provozní vedoucí zde působil až do roku 1990. Spolupracoval s uměleckými šéfy divadla, jimiž byli postupně Jaroslav Chundela, Ivan Rajmont, Petr Poledňák nebo Pavel Pecháček. Na jevišti tohoto divadla začínali či upevňovali své herecké dráhy i později slavné herecké osobnosti, mimo jiné Jiří Bartoška, Josef Dvořák, Karel Heřmánek, Pavel Zedníček, Zdeněk Dušek, Jiří Schmitzer, Jan Hrušínský, Tomáš Töpfer, Ivana Chýlková, Karel Roden, Alena Mihulová a mnoho dalších .
V roce 1990 se Miloš Dvořák přesunul do Prahy, kde působil jako tajemník uměleckého souboru Realistického divadla (posléze Divadlo Labyrint). Následně jej přizval k odborné umělecké spolupráci Ivan Rajmont do Národního divadla, kde působil i po odchodu do důchodu, mimo jiné v propagačním oddělením, kde se také dlouhodobě podílel na výstavách z historie divadla.
Po odchodu do důchodu se Miloš Dvořák vrátil z Prahy do rodných Smiřic. Mimo jiné se systematicky věnoval mapování hrobů významných osobností českých dějin a kultury. Mezi lety 2015-2024 napsat celkem pět pokračování knih Malý průvodce po hrobech velkých, které obsahují vedle profilů osobností také unikátní sbírku autorových vlastních fotografií náhrobků.